# Insel (Lied)
Insel ist ein Lied der deutschen Band Juli aus dem Jahr 2014. Es wurde im September 2014 als Download veröffentlicht und diente als Vorabsingle zum gleichnamigen Album Insel.

## Entstehung
Die Band benötigte bei diesem Lied besonders lange, bis eine endgültige Version feststand. Nach Aussage von Bassist Andreas „Dedi“ Herde sei der Titel „das erste Lied des Albums – und das letzte“ gewesen.

## Veröffentlichung
Das Album Insel erschien am 3. Oktober 2014. Zuvor wurde das gleichnamige Titellied am 12. September 2014 als erste Downloadsingle veröffentlicht. Die Band trat mit dem Lied unter anderem in der Krömer – Late Night Show vom 9. Oktober 2014 auf.
Südbalkon Remix
Am 3. Juni 2016 veröffentlichte Universal Music das Album Südbalkon mit zwölf Titeln als Remixe im Deep-House-Stil; neben Stücken unter anderem von Luxuslärm oder Adel Tawil ist auch Insel als Südbalkon Remix enthalten.

## Mitwirkende
| Liedproduktion - Eva Briegel: Gesang - Andreas „Dedi“ Herde: Bass - Jonas Pfetzing: Gitarre - Simon Triebel: Gitarre - Marcel Römer: Schlagzeug, Produktion, Abmischung - Olaf Opal: Produktion - Jörg Siegeler: Engineering - Philipp Steinke: Produktion - Andreas Herbig: Abmischung - Chris von Rautenkranz, Soundgarden, Hamburg: Mastering | Unternehmen - Universal Music Domestic Pop: Musiklabel - Polydor/Island: Musiklabel - Miraphon Management: Künstlermanagement - Studio Kanal 24, Bochum: Tonstudio - Salon Annermarie, Berlin: Tonstudio |

## Musikvideos
Während der Arbeit am Album unternahmen die Bandmitglieder im Sommer 2013 eine gemeinsame Hausbootfahrt auf der Mecklenburgischen Seenplatte. Neben gemeinsamer Musik entstanden auf dieser Reise auch die Artworkfotos des Albums sowie der größte Teil der Aufnahmen zum offiziellen Insel-Musikvideo. Weitere Aufnahmen zeigen Sängerin Eva Briegel in der Stadt und an einem Flughafen.
Auf YouTube wurde auch ein offizielles Akustikvideo zu Insel veröffentlicht. Es zeigt Eva Briegel (an der Ukulele), Simon Triebel (an der Gitarre) und Jonas Pfetzing (am Omnichord) beim Musizieren auf dem Hausboot.
2016 erschien auch zum Südbalkon Remix ein Musikvideo. Es besteht hauptsächlich aus Nahaufnahmen einer jungen Frau auf einem Balkon, die unter anderem das sich durch einen Kristall brechende Sonnenlicht betrachtet.

## Charts und Chartplatzierungen
In den deutschen Singlecharts stieg der Titel zunächst am 26. September 2014 auf Platz 74 ein, was zugleich seine höchste Chartplatzierung darstellte. In der folgenden Woche fiel er aus den Charts, konnte sich aber in den Charts vom 17. Oktober (Platz 77) und vom 24. Oktober (Platz 92) noch einmal platzieren. In Österreich und in der Schweiz erreichte das Lied keine Chartsnotierung.
| ChartsChartplatzierungen | Höchstplatzierung | Wochen |
| ------------------------ | ----------------- | ------ |
| Deutschland (GfK)        | 74 (3 Wo.)        | 3      |